# Holoparamecus johnsoni
Holoparamecus johnsoni là một loài bọ cánh cứng trong họ Endomychidae. Loài này được Rücker miêu tả khoa học năm 1981.